# Eckenhagen

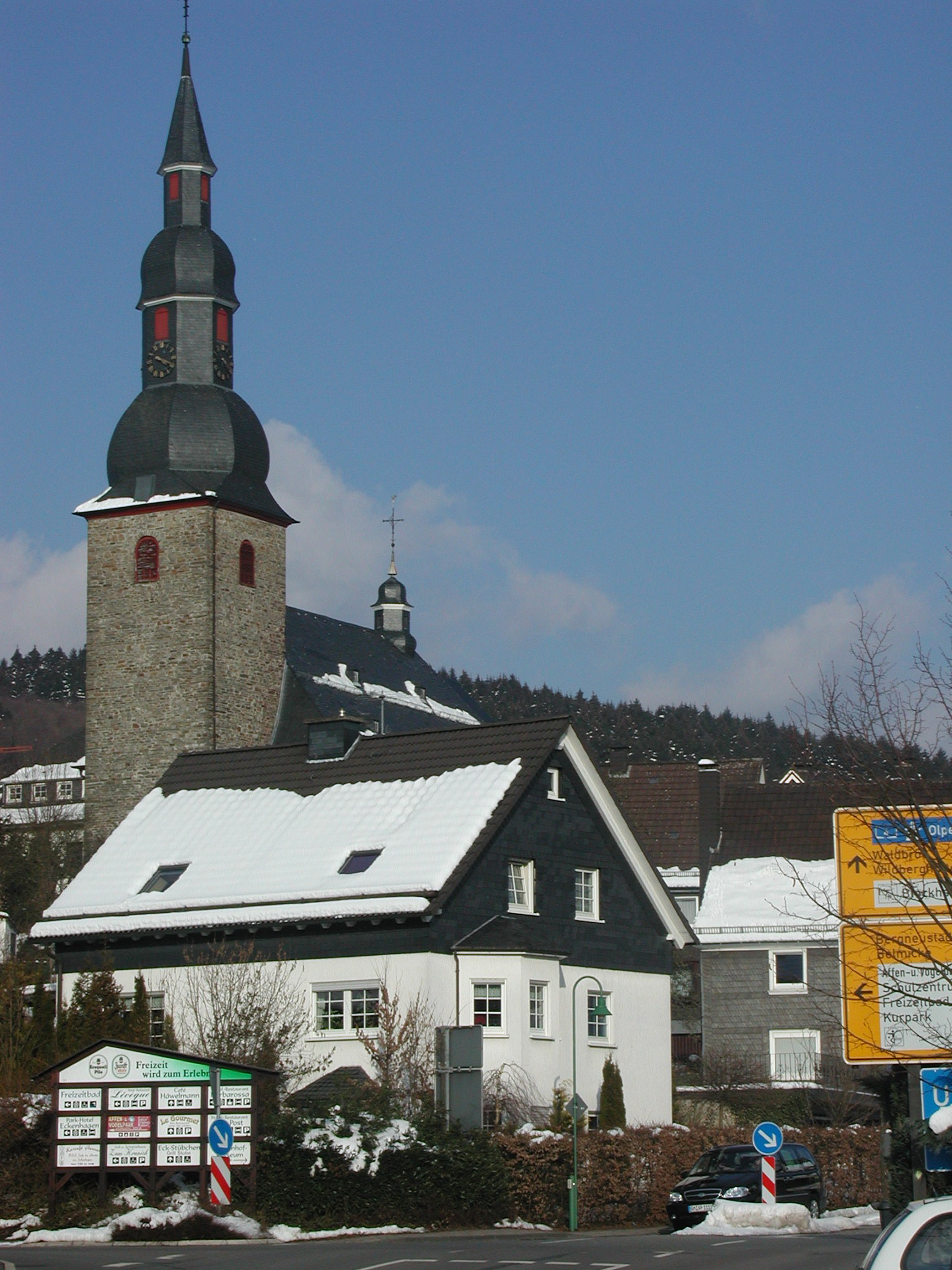
Blick auf die Barockkirche

Eckenhagen ist ein heilklimatischer Kurort und die zweitgrößte von 106 Ortschaften der Gemeinde Reichshof im Oberbergischen Kreis im nordrhein-westfälischen Regierungsbezirk Köln in Deutschland.

## Lage und Beschreibung
Eckenhagen liegt nördlich der Wiehltalsperre, die nächstgelegenen Zentren sind Gummersbach (20 km nordwestlich), Köln (50 km westlich), Olpe (20 km nordöstlich) und Siegen (34 km südöstlich).

## Geschichte

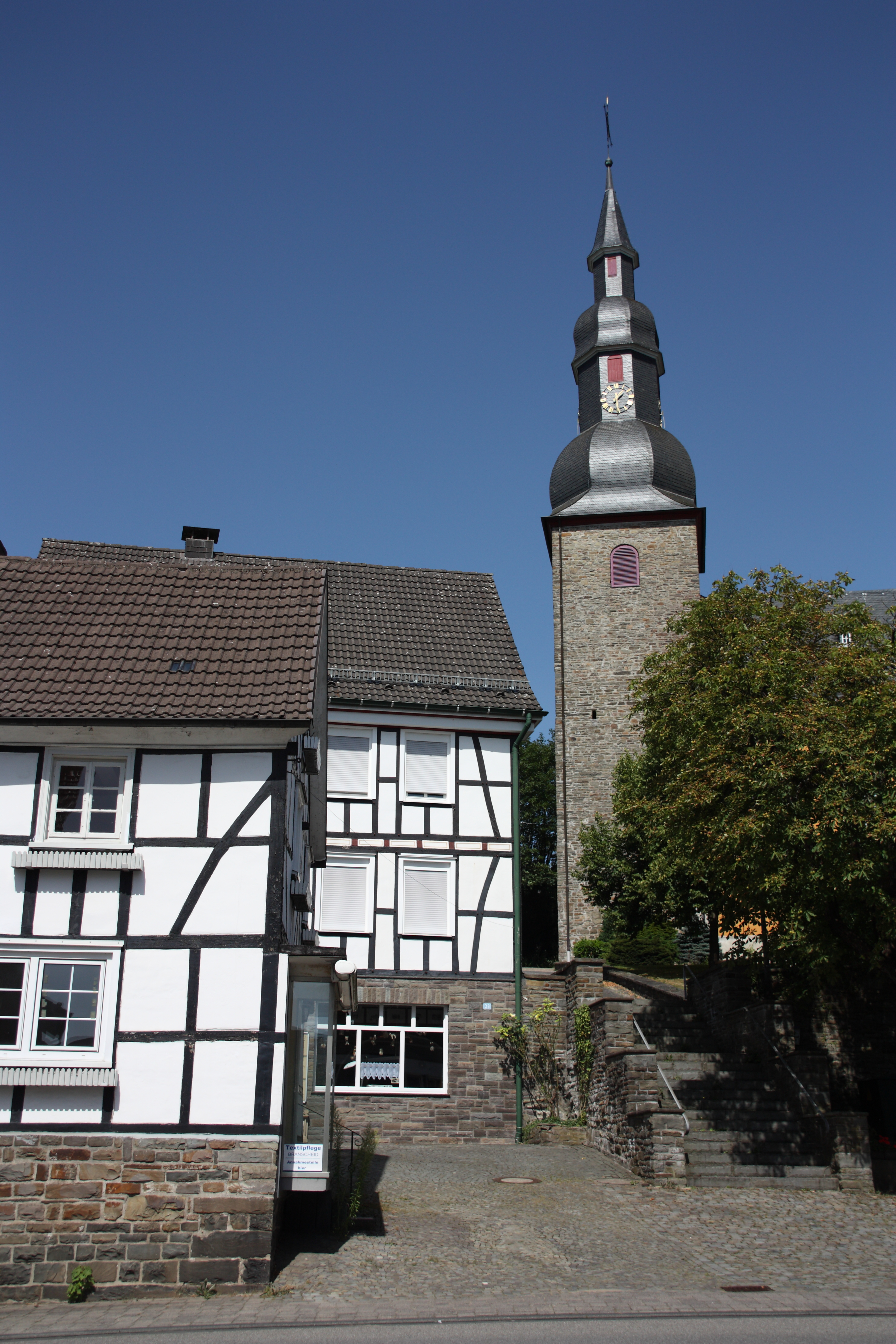
Histerorischer Ortskern Eckenhagen

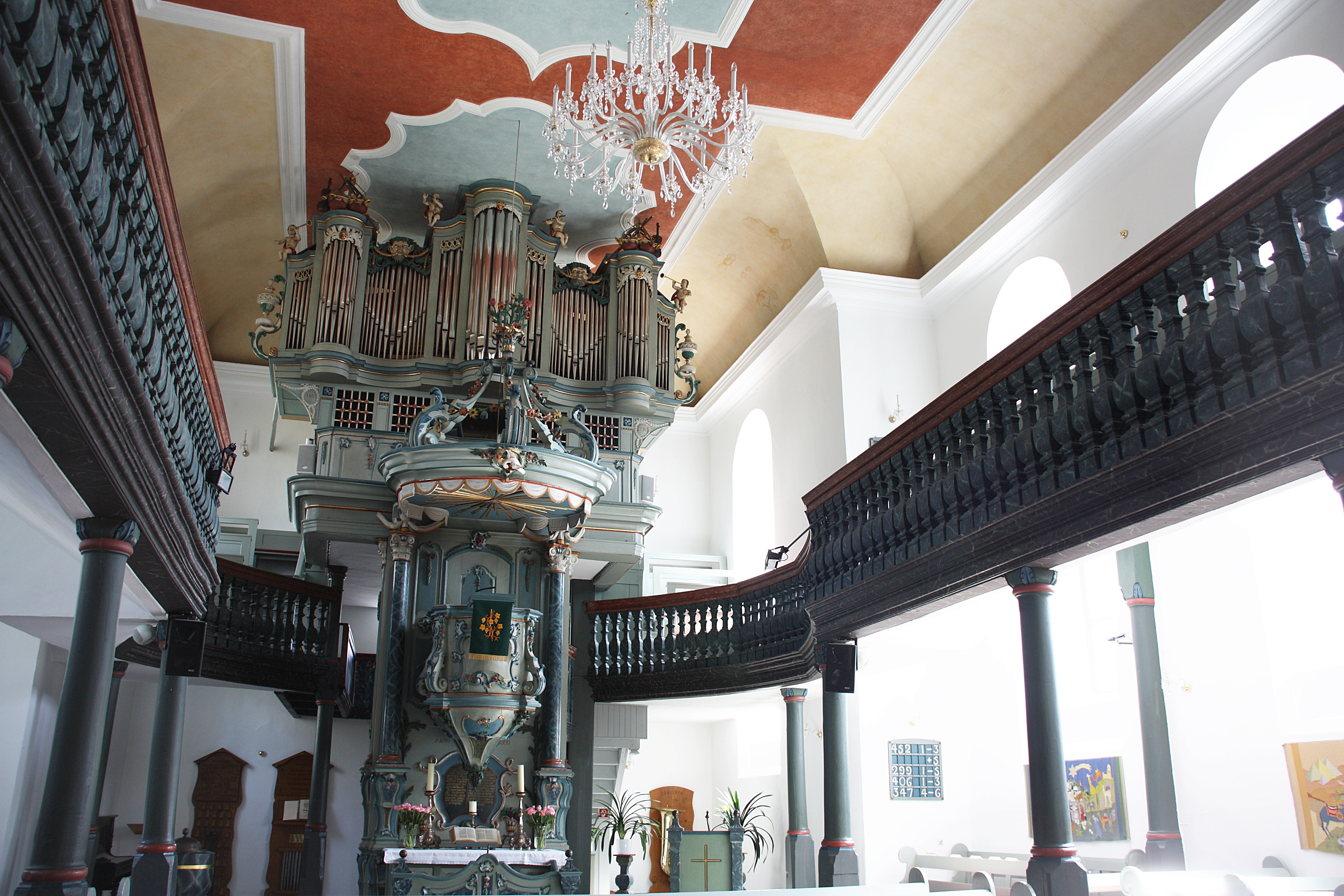
Innenbereich der Barockkirche

Die älteste Geschichte der Gegend ist unbekannt. Erst ab dem 12. Jahrhundert stehen geschichtliche Quellen zur Verfügung. Eckenhagen war zunächst im Reichsbesitz. Man nimmt an, dass die Gründung von Eckenhagen zu dieser Zeit erfolgte. Mit Urkunden zu belegen ist es nicht. 
1167 wurde der Ort das erste Mal urkundlich erwähnt und zwar in einem Dokument betreffend der „Schenkung des Reichshofs Eckenhagen durch Kaiser Friedrich Barbarossa an den Erzbischof des Erzbistums Köln Rainald von Dassel“:

„Ferner gewähren und schenken wir ihm und seinen Nachfolgern für alle Zeiten unsren ganzen Hof zu Eckenhagen samt seinen  Leuten, Besitzungen, Silbergruben und allen anderen Gerechtsamen und allem Zubehör des Hofes.“

Die Schreibweise der Erstnennung war Eckenhagen. In einer Urkunde in Lateinisch von 1204 wurde eine Honschaft als Kirchspiel „Eckinhain“ im Decania Sybergensis angeführt.
In der Zeit des Kölner Erzbischofes Konrad von Hochstaden (1238–1261) wurde Eckenhagen, so wird angenommen, durch Kauf an Sayn abgetreten.
In einem Vertrag vom 27. Mai 1257, in dem Zwistigkeiten zwischen Johann von Sponheim und dessen Sohn Gottfried von Sayn auf der einen und ihrem Verwandten Adolf von Berg auf der anderen Seite beigelegt wurden, übertrug Sayn die Gerichtsbarkeit von Eckenhagen an Berg. Somit ging Eckenhagen in die bergische Verwaltung über, der  Besitz der beiden späteren Bürgermeistereien Eckenhagen und Denklingen jedoch erst im Siegburger Vertrag 1604.
Im Bereich Amt Windeck begann die Reformation in den 1560er Jahren und es kam zur Bildung reformierter Gemeinden. In Eckenhagen ist 1569 unter dem Prediger Johann Lang eine reformierte Gemeinde nachweisbar. Ab Mitte der 1610er Jahre wurden die Gemeinden wieder von katholischen Priestern übernommen, da im Herzogtum Berg die Reformation wieder weitgehend rückgängig gemacht wurde. Nach 1672 erfolgte ein Religionsvergleich zwischen den Herzögen von Berg und Brandenburg und in Eckenhagen konnte wieder eine evangelische Gemeinde aktiv werden. So fanden beispielsweise evangelische Synoden bereits 1679 und 1781 in Eckenhagen statt. In einer Untersuchung von 1831 lebten in der Gemeinde 276 evangelische und 121 katholische Personen.

### Eigen Eckenhagen
In dem Vertrag von 1257 wurde also die Landeshoheit übertragen und es  entstand „das Eigen von Eckenhagen“, ein vollständig freies Eigentum im Gegensatz zum Lehen. Diese Bezeichnung wählte man insbesondere dann, wenn der Bereich vollständig durch fremde umliegende Gebiete als geschlossenes Ganzes gekennzeichnet war. Im Eckenhagener Weistum heißt es dazu: „So sitzen wir allhie tüschen vier oder fünf Herren Landen.“
Ausbau und Abrundung der Grafschaft Berg gingen einher mit der Bildung der Verwaltungsbezirke, der Ämter. Das politische Gefüge erhielt festere Formen als 1260 das Amt Windeck Vogtei wurde. Eckenhagen hatte ein eigenes Landgericht, das trotz Zugehörigkeit zum Amt Windeck eine Besonderheit aufwies. Dieses Landgericht hatte in früheren Zeiten keine Konsultation im Amt Windeck. Für Rechtsbelehrung war hier das Landgericht Lindlar im Amt Steinbach zuständig. Konnte es also hier in zweifelhaften Fällen zu keinem Urteil kommen, so musste man das Landgericht Lindlar aufsuchen, dessen Urteil bei der nächsten Gerichtsverhandlung in Eckenhagen nur verkündet wurde, Berufung aus Eckenhagen oder dem Amt Windeck ging zum Hauptgericht Porz.
Im Jahre 1575 kam es durch Zeugenverhöre und Grenzbegehungen zu einer Festlegung der Grenze zwischen Homburg und Berg. Diesem Umstand verdankt die im selben Jahr gefertigte Mercatorkarte vom Amt Windeck, zu dem das „Eigen von Eckenhain“ seit 1257 gehörte, ihre Entstehung.
Am 12. Juni 1604 wurde der Siegburger Vertrag geschlossen, um die Grenzstreitigkeiten zwischen den Nachbarn zu beenden, am 19. November des Jahres steckte man die Grenzen endgültig ab.
1777 vernichtete ein Großbrand 47 Wohnhäuser, die alte Kirche und das Schulgebäude. Im Zuge des Wiederaufbaus entstand die bis heute erhaltene Barockkirche mit ihrer bedeutenden Orgel.
Am 15. März 1806 wurde aus dem Herzogtum Berg unter Einbeziehung weiterer Gebiete das Großherzogtum Berg geschaffen. Die alte Amtsverfassung wurde beseitigt, neue Verwaltungsbezirke (Arrondissements) traten an ihre Stelle. Diese wurden in Mairien (Bürgermeistereien) aufgeteilt. Im Kanton Waldbröl des Arrondissements Siegen im Département Sieg wurden dabei unter anderem die beiden Mairien Denklingen und Eckenhagen eingerichtet. Die napoleonische Regierung griff überall ordnend ein, schaffte insbesondere die Leibeigenschaft ab. Die Leibeigenen erhielten alle bürgerlichen Rechte und das Ackerland als volles Eigentum (Code Napoléon vom 1. Januar 1810, gültig bis 1900). Diesen Rechten standen allerdings Anordnungen gegenüber, die mancherlei Erschwernisse, Schikanen und finanzielle Lasten mit sich brachten. Nachdem das Bergische Land 1815 an Preußen gefallen war, wurden aus den beiden bergischen Mairien die preußischen Bürgermeistereien Denklingen und Eckenhagen, die 1816 zum neuen Kreis Waldbröl kamen.
Die Selbständigkeit der Gemeinde Eckenhagen endete am 1. Juli 1969 im Zuge der Gebietsreform in Nordrhein-Westfalen. Eckenhagen wurde mit Denklingen zur neuen Gemeinde Reichshof vereinigt. Kleine Gebiete der Gemeinden Lieberhausen, Nümbrecht, Waldbröl und Wiehl kamen hinzu. Das neue Rathaus wurde in Denklingen errichtet.
Seit 1991 ist Eckenhagen heilklimatischer Kurort, seit 1998 Standort eines bedeutenden Reha-Klinikums für die Indikationen: Onkologie, Neurologie und Pneumologie.
| Bevölkerungsentwicklung | Bevölkerungsentwicklung |
| Jahr                    | Einwohner               |
| ----------------------- | ----------------------- |
| 1991                    | 1696                    |
| 2005                    | 2041                    |
| 2008                    | 2060                    |
| 2015                    | 2023                    |
| 2017                    | 1962                    |
| 2018                    | 2048                    |
| 2019                    | 1932                    |

### Wappen und Banner
| Wappen der ehemaligen Gemeinde Eckenhagen, Oberbergischer Kreis | Blasonierung: „Geteilt von Silber (Weiß) und Grün; oben ein schreitender blaubewehrter roter Löwe und unten wachsend auf goldenem (gelbem) Dreiberg drei goldene (gelbe) Eichen.“ |

Banner der ehemaligen Gemeinde Eckenhagen

| Wappen der ehemaligen Gemeinde Eckenhagen, Oberbergischer Kreis | Wappenbegründung: Das von Wolfgang Pagenstecher entworfene Wappen wurde am 21. Juni 1937 vom Oberpräsidenten der Rheinprovinz genehmigt. Es zeigt den Bergischen Löwen, der auf die frühere Zugehörigkeit zum Herzogtum Berg hinweist. Der Dreiberg steht für hügelige Landschaft des Bergischen Landes und die Eichen verweisen einerseits redend auf den ersten Teil des Ortsnamens 'Ecken-' = Eichen sowie auf den Waldbestand im Allgemeinen in der Gemeinde. Banner: „Das Banner ist gespalten von Gelb und Grün; im quadratischen roten Bannerhaupt mit dem Wappen belegt.“ |

## Sehenswürdigkeiten
- Barockkirche Eckenhagen
- Mineraliengrotte und Puppenmuseum Eckenhagen: Im Museum in der Barbarossastraße befinden sich über 600 Puppen in volkstümlichen Trachten aus aller Welt. Außerdem sind Mineralienfunde aus den oberbergischen Gruben bei Mittelagger und Wildberg ausgestellt. Ergänzende Exponate kommen aus dem ehemaligen Jugoslawien, der Toscana und anderen außereuropäischen Staaten.
- Bauernhofmuseum Eckenhagen
- Affen- und Vogelpark Eckenhagen

## Freizeit
Eckenhagen ist sowohl sommers wie winters Zielort für den regionalen Tourismus, der bei Schnee Skisport am Blockhaus und Langlauf zulässt, im Sommer ein Ziel für Radtouren und Wanderungen darstellt. Darüber hinaus existieren ein Vogelpark und das Hallenbad mit Sauna. Auch der Heißluftballonsport hat hier eine Hochburg.

## Verkehr

### Radwege
Von Eckenhagen aus startet eine der vier themengebundenen Fahrradtouren der Gemeinde Reichshof.
Tour de Eckenhagen
Diese Tour ist die zweitlängste Tour des Fahrradparks und hat 550 Höhenmeter und Steigungen zum Teil über 10 %.
Ausgangspunkt Rodener Platz in Eckenhagen
| Routen-Name        | Wegzeichen | Fahrstrecke                                                                          | Weglänge |
| Tour de Eckenhagen |            | Wehnrath – Schönenbach – Mittelagger – Oberagger Hüngringhausen – Hecke – Eckenhagen | 25 km    |

Öffentlicher Nahverkehr
| Linie | Linienweg                                                    | Mo.–Fr.     | Sa.          | So.          |
| ----- | ------------------------------------------------------------ | ----------- | ------------ | ------------ |
| 303   | Waldbröl – Denklingen – Eckenhagen – Derschlag – Gummersbach | 30–60 Min.  | 60 Min.      | 60 Min.      |
| 321   | Eckenhagen – Wehnrath – Volkenrath – Wiehl                   | 5–7 Fahrten | kein Verkehr | kein Verkehr |
| 345   | Eckenhagen – Wildbergerhütte – Waldbröl                      | 60–120 Min. | 4 Fahrten    | 3 Fahrten    |

## Bildungs- und Erziehungseinrichtungen
- Gemeinschaftsgrundschule
- Gesamtschule Reichshof
- Kinderheim St. Josefshaus Eckenhagen

## Kirchengemeinden
- Katholische Kirchengemeinde, St. Franziskus-Xaverius
- Katholischer Kirchenchor Cäcilia Eckenhagen
- Evangelische Kirchengemeinde
- Evangelischer Kirchenchor Eckenhagen

## Besonderheiten
In Eckenhagen befindet sich die einzige Online-Wetterstation des Deutschen Wetterdienstes im Kreis, dort werden alle 10 Minuten Lufttemperatur und Luftfeuchte, Sonnenscheindauer und Temperatur im Erdboden gemessen.

## Persönlichkeiten
- Karl Branscheid (1863–1915), deutscher Bürgermeister, in Eckenhagen geboren
- Otto Müller (1870–1944), römisch-katholischer Priester, Widerstandskämpfer gegen den Nationalsozialismus, in Eckenhagen geboren
- Sabine Lisicki (* 1989), deutsche Tennisspielerin, lebte in ihrer Kindheit in Eckenhagen